# Сільвестров Дмитро Сергійович
Дмитро́ Сергі́йович Сільве́стров (швед. Dmitrii Silvestrov; *14 лютого 1947, Москва, Росія ) — український і шведський математик російського походження, спеціаліст з стохастичного аналізу.

## Біографія
Народився 14 грудня 1947 року в Москві в родині військового. Переїхав з Москви до Києва у 15-тирічному віці.
З 1964 по 1968 рік навчався на механіко-математичному факультеті Київського університету імені Тараса Шевченка. Спеціалізувався на кафедрі теорії ймовірностей.
Пізніше навчався в аспірантурі при тій же кафедрі. В 1969 році захистив кандидатську дисертацію. В 1973 захистив докторську дисертацію (в 25 років), тривалий час був одним з наймолодших докторів фізико-математичних наук Радянського Союзу.
Довгий час був засновником та незмінним керівником спеціалізованого конструкторського бюро «Спектр», яке входило до складу механіко-математичного факультету Київського національного університету імені Тараса Шевченка. Очолював колектив з 70 висококваліфікованих дослідників. Конструкторське бюро виконувало обчислювальні замовлення військової та космічної промисловості.
Дмитро Сергійович був ведучим популярних телепрограм для школярів на радянському телебаченні.
Працював в університетах Києва, Умео (Швеція), Люлео (Швеція), Турку (Фінляндія), Єрусалиму (Ізраїль), та Вестеросу (Швеція).
Активний учасник та запрошений доповідач сучасних міжнародних математичних конференцій. За списком місць де робив наукові доповіді Дмитро Сергійович можна скласти географічно-математичну карту світу.
Член редакційних колегій журналів «Теорія ймовірностей та математична статистика» та «Теорія випадкових процесів».
Організатор численних українсько-скандинавських наукових конференцій та робочих зустрічей. Ініціатор та безпосередній учасник розвитку в Україні навчальних університетських програм економіко-математичного характеру.
Нині — професор Меларда́ленського університету. Проживає в Стокгольмі. Одружений, має сина.

## Професійна діяльність
- З серпня 1999 — професор Мелардаленського університету[en], Швеція;

- 1994—1999 — доцент університету міста Умео, Швеція;

- 1998 (осінній семестр) — університет міста Турку, Фінляндія;

- 1992—1994 — доцент університету технологій міста Люлео[en], Швеція;

- 1993 (весняний семестр) — Єврейський університет Єрусалиму, Ізраїль;

- 1991—1992 — дослідник університету міста Умео

- 1971—1992 — професор кафедри теорії ймовірностей та математичної статистики Київського університету імені Тараса Шевченка;

- 1970—1974 — викладач кафедри теорії ймовірностей та математичної статистики Київського університету імені Тараса Шевченка;

- 1968—1969 — аспірант кафедри теорії ймовірностей та математичної статистики Київського університету імені Тараса Шевченка.

## Наукові звання та ступені
- Професор кафедри математики та фізики Меларда́ленського університету (Швеція), 1999;
- Професор кафедри теорії ймовірностей та математичної статистики Київського національного університету імені Тараса Шевченка, 1980.
- Доцент кафедри прикладної математики університету міста Лю́лєо (Швеція), 1993;
- Доктор фізико-математичних наук, Київський університет імені Тараса Шевченка, 1973;
- Кандидат фізико-математичних наук, Київський університет імені Тараса Шевченка, 1970;
- Закінчив механіко-математичний факультет Київський університет імені Тараса Шевченка (з червоним дипломом), 1968.

## Членство в професійних організаціях
- Міжнародний статистичний інститут, з 1993;

- Інститут математичної статистики[en], з 1994;

- Шведське математичне товариство, з 1994;

- Шведська статистична асоціація, з 1993;

- Київська статистична асоціація (1990—1991).

## Аспіранти та докторанти
Аспіранти та докторанти Сільвестрова, що успішно захистили дисертації під його керівництвом:
- Масол В. І. (1974, Київський державний університет);
- Мильошіна Р. І. (1975, Київський державний університет);
- Турсунов Г. Т. (1976, Київський державний університет);
- Поліщук В. С. (1977, Київський державний університет);
- Карташов М. В. (1978, Київський державний університет);
- Мішура Ю. С. (1978, Київський державний університет);
- Каплан О. І. (1980, Київський державний університет);
- Banakh D. (1982, Київський державний університет);
- Моца А. І. (1982, Київський державний університет);
- Хусамбаєв Ю. М. (1983, Київський державний університет);
- Королюк Д. В. (1983, Київський державний університет);
- Pezhinska-Pozdnjakova G. (1983, Київський державний університет);
- Абадов З. А. (1984, Київський державний університет);
- Ö. Stenflo (Ph.D. Thesis, 1998, Umeå University, co-supervisor Professor Hans Wallin, Department of Mathematics, Umeå University);
- E. Englund (Licentiate Thesis, 1999, Ph.D. Thesis, 2001, Umeå University);
- H. Jönsson (Licentiate Thesis, 2004, Ph.D. Thesis, 2005, Mälardalen University);
- F. Stenberg (Ph.D. Thesis, 2007, Mälardalen University);
- M. Drozdenko (Ph.D. Thesis, 2007, Mälardalen University).

## Нагороди
Дмитро Сергійович нагороджений:
- Премією Миколи Островського в галузі науки та техніки (1977);
- Премією Московського математичного товариства (1973);
- Премією для молодих українських математиків за найкращу наукову роботу (1969).

### Книги
- Silvestrov D.S. (2004), Limit Theorems for Randomly Stopped Stochastic Processes. Springer, London, XIV+398 pages;

- Dorogovtsev A.Ya.; Silvestrov D.S.; Skorohod A.V.; Yadrenko M.I. (1997), Probability Theory: Collection of Problems. translations of Mathematical Monographs, Volume 163, Amer. Math. Society, 347 pages;

- Silvestrov D.S.; Silvestrova E.D.; Kulldorff G. (1995), Elsevier's Dictionary of Statistical Terminology. English-Russian, Russian-English. Elsevier Scientific Publishers, Amsterdam, 496 pages;

- Сильвестров Д. С.; Семёнов Н. А.; Марищук В. В. (1990), Пакет прикладных программ статистического анализа, Издательство «Техника», 174 страницы;

- Сильвестров Д. С. (1988), Программное обеспечение прикладной статистики, Издательство «Финансы и Статистика», Москва, 240 страниц;

- Дороговцев А. Я.; Сильвестров Д. С.; Скороход А. В.; Ядренко М. Й. (1980), Теория вероятностей, сборник задач, Издательство «Вища Школа», (второе расширенное издание), 432 страницы;

- Сильвестров Д. С. (1980), Полумарковские процессы с дискретным множеством состояний. Серия: библиотека инженера по надёжности. Издательство «Советское радио», Москва, 272 страницы;

- Дороговцев А. Я.; Сильвестров Д. С.; Скороход А. В.; Ядренко М. Й. (1980), Теория вероятностей, сборник задач, Издательство «Вища Школа», 384 страницы;

- Сильвестров Д. С. (1974), Предельные теоремы для сложных случайных функций. Издательство «Вища школа», Киев, 318 страниц.

### Дисертації
- Сільвестров Д. С. (1972), Граничні теореми для складних випадкових функцій. Дисертація на здобуття наукового ступеню доктора фізико-математичних наук, Київський університет імені Тараса Шевченка, 395 сторінок;

- Сільвестров Д. С. (1969), Граничні теореми для напівмарковських процесів та їх застосування до випадкових блукань. Дисертація на здобуття наукового ступеню кандидата фізико-математичних наук, Київський університет імені Тараса Шевченка, 205 сторінок.